# خالد البلوشی
خالد البلوشی (انگلیسی: Khalid Al-Balochi؛ زادهٔ ۲۲ مارس ۱۹۹۹) بازیکن فوتبال است.
از باشگاه‌هایی که در آن بازی کرده‌است می‌توان به باشگاه فوتبال العین اشاره کرد.
وی همچنین در تیم ملی فوتبال امارات متحده عربی بازی کرده‌است.